# Daniel Duval
Daniel Duval (Vitry-sur-Seine, 28 de noviembre de 1944-París, 10 de octubre de 2013) fue un actor, director y escritor francés. Más conocido como actor, Duval participó en más de 70 producciones de cine y televisión. Como cineasta, Duval fue galardonado con el Premio de Plata en el 10.º Festival Internacional de Cine de Moscú en 1977 por su película Shadow of the Castles, que escribió y dirigió. Daniel Duval estuvo casado (1978-1981) con la también actriz francesa, musa de la nouvelle vague, Anna Karina.

## Filmografía

### Como actor
- 1973 : La Ville bidon (La décharge) de Jacques Baratier
- 1974 : Que la fête commence de Bertrand Tavernier
- 1974 : Le voyage d'Amélie de Daniel Duval
- 1975 : L'agression de Gérard Pirès
- 1977 : Ben et Bénédict de Paula Delsol
- 1978 : Va voir maman, papa travaille de François Leterrier
- 1978 : Le dernier amant romantique de Just Jaeckin
- 1979 : La dérobade de Daniel Duval
- 1979 : Historien om en moder de Claus Weeke
- 1980 : Le bar du téléphone de Claude Barrois
- 1981 : L'amour trop fort de Daniel Duval
- 1984 : Le Juge de Philippe Lefebvre
- 1984 : Un été d'enfer de Michael Schock
- 1985 : Les loups entre eux de José Giovanni
- 1990 : Stan the Flasher de Serge Gainsbourg
- 1994 : Néfertiti, la fille du soleil de Guy Gilles
- 1996 : Y aura-t-il de la neige à Noël? de Sandrine Veysset
- 1996 : Love, etc. de Marion Vernoux
- 1997 : J'irai au paradis car l'enfer est ici de Xavier Durringer
- 1997 : Je ne vois pas ce qu'on me trouve de Christian Vincent
- 1998 : Ça ne se refuse pas de Éric Woreth
- 1998 : Si je t'aime, prends garde à toi de Jeanne Labrune
- 1999 : Le vent de la nuit de Philippe Garrel
- 2000 : Le Margouillat de Jean-Michel Gibard
- 2002 : Total Kheops de Alain Bévérini
- 2003 : Gomez & Tavarès de Gilles Paquet-Brenner
- 2003 : Le temps du loup de Michael Haneke
- 2004 : Process de C. S. Leigh
- 2004 : Vendues de Jean-Claude Jean
- 2004 : 36 Quai des Orfèvres de Olivier Marchal
- 2005 : Caché, de Michael Haneke
- 2005 : Le temps qui reste de François Ozon
- 2006 : Le temps des porte-plumes de Daniel Duval
- 2006 : C'est beau une ville la nuit de Richard Bohringer
- 2006 : Jean de La Fontaine, le défi de Daniel Vigne
- 2007 : 3 amis de Michel Boujenah
- 2007 : Le fils de l'épicier de Éric Guirado
- 2007 : Le deuxième souffle de Alain Corneau
- 2009 : Plus tard tu comprendras de Amos Guitai
- 2009 : Banlieue 13 ultimatum de Patrick Alessandrin
- 2009 : R.T.T. de Frédéric Berthe
- 2009 : How to draw a perfect circle de Marco Martins
- 2010 : De vrais mensonges de Pierre Salvadori
- 2011 : Les Lyonnais de Olivier Marchal
- 2011 : Des vents contraires de Jalil Lespert
- 2012 : Beau rivage de Julien Donada
- 2013 : La vie pure de Jeremy Banster

### Cortometrajes
- 1987 : Strike de Michel de Vidas
- 1996 : Marteau rouge de Lucie Phan y Béatrice Plumet
- 2000 : Falcone de Jean-Dominique Ferrucci
- 2002 : Témoins de la nuit de Sylvain Foucher y Christophe Cousin
- 2003 : À San Remo de Julien Donada
- 2004 : L'Origine du monde de Erick Malabry
- 2004 : Mateo Falcone de Olivier Volpi
- 2005 : Mon trajet préféré de Deniz Gamze Ergüven
- 2011 : Le Temps d'après de Nicolas Cazalé
- 2011 : Comme tu lui ressembles de Philippe Coroyer
- 2012 : Duo de Sheila O'Connor
- 2012 : Le Train Bleu de Stéphanie Assimacopoulo
- 2012 : Écoute s'il pleut de Clary Demangeon
- 2013 : La Passagère de Amaury Brumauld

### Televisión
- 1984 : Un chien écrasé de Daniel Duval
- 1986 : Lorfou de Daniel Duval
- 1986 : Danger Passion de Philippe Triboit
- 1988 : Le Clan de Claude Barma
- 1990 : Les Lendemains qui tuent de Daniel Duval
- 1991 : Une gare en or massif de Caroline Huppert
- 1994 : Navarro (1 episodio)
- 2000 : Julie Lescaut (1 episodio)
- 2003 : Tout le monde rêve de voler de Dominique Ladoge
- 2004 : Paul Sauvage de Frédéric Tellier
- 2006 : Mafiosa, le clan de Louis Choquette
- 2008 - 2009 : Engrenages (serie)
- 2011 : Hard (temporada 2)
- 2013 : Les déferlantes de Eleonore Faucher
- 2013 : No Limit (temporada 2)

### Como realizador
- 1974 : Le Voyage d'Amélie
- 1976 : L'Ombre des châteaux
- 1979 : La Dérobade
- 1981 : L'Amour trop fort
- 1983 : Effraction
- 1984 : Un chien écrasé (TV)
- 1986 : Lorfou (TV)
- 1990 : Les Lendemains qui tuent (TV)
- 1990 : Mais qui arrêtera la pluie? (TV)
- 2006 : Le Temps des porte-plumes

### Como guionista
- 1974 : Le Voyage d'Amélie
- 1976 : L'Ombre des châteaux
- 1979 : La Dérobade
- 1981 : L'Amour trop fort
- 1983 : Effraction
- 1984 : Un chien écrasé (TV)
- 2006 : Le Temps des porte-plumes